# Jonas Biliūnas
Jonas Biliūnas ( 11 de abril de 1879 ). En Niūronys, parroquia de Anykščiai, condado de Utena - 1907 . 8 de diciembre En Zakopane, Polonia ) - siglo XIX. finales del siglo XX. prosista lituano, publicista, pionero de la prosa lírica en Lituania, figura pública.
Apodos : Jonas Anykštėnas, J. Barzdyla, J. Niuronis, Jonas B-nas, Jonas Bežemis, J. Gražys, Jonas Žaltys, Jonelis, Kazys Tauškutis y otros.

## Biografía
Nacido en una familia de granjeros ricos, fue el último, décimo hijo. Preparado por un editor de aldea, 1891–1899. Estudió en el Liepaja Gymnasium.

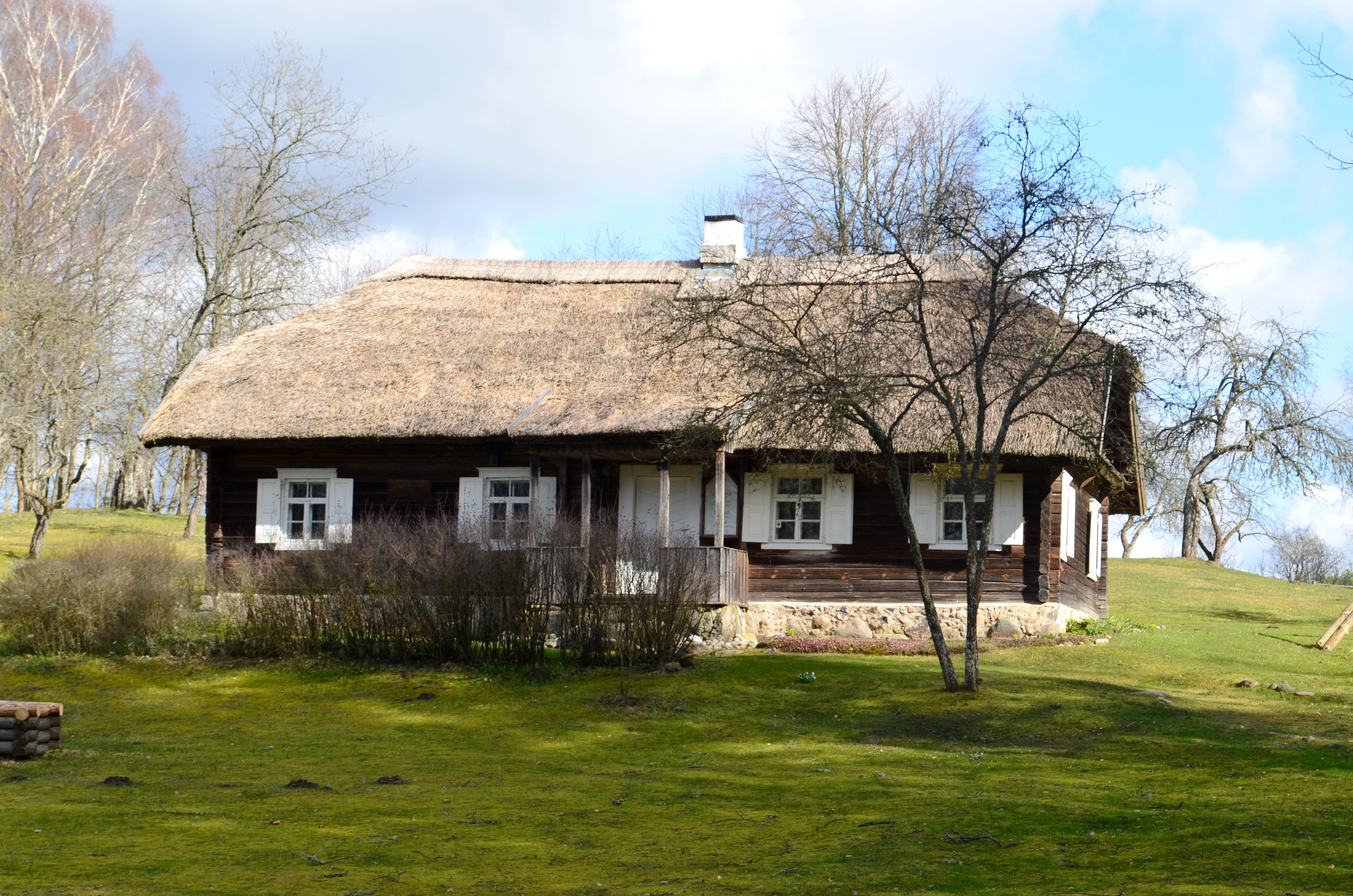
Casa-museo de Jonas Biliūnas

En el gimnasio se involucró en actividades sociales y políticas, formó un grupo secreto, cuyos miembros eran Mykolas Blūdžius (más tarde director del departamento de impuestos), Peliksas Bugailiškis, Antanas Garmus (médico y escritor), Kazys Gugis (abogado, uno de los fundadores de Naujienai en EE. UU.), Antanas Kišonas (farmacéutico, actor de LSDP en EE. UU.), Ignas Končius (profesor), Antanas Murma, Pranas Mažylis (profesor), Antanas Rucevičius (escritor), R. Pacevičius (químico), Antanas Purėnas (profesor), Kazys Šilinskis-Šilinis, D. Šukevičius, Antanas Žukauskas y otros. Escribió y distribuyó el retiro a lituanos y lituanos.
1893 la muerte de ambos padres y en 1899. al negarse a ingresar al seminario, perdió el apoyo económico de sus familiares. 1899-1900 vivió en Liepaja, donde tomó clases particulares. mil novecientos se graduó de Šiauliai Gymnasium y entró en la Facultad de Medicina de la Universidad de Dorpat (ahora Tartu). Por participar en manifestaciones, grupos y disturbios estudiantiles antizaristas en 1901. fue expulsado de la universidad.
1901-1902 vivió en Šiauliai en 1902. se mudó a Panevėžys, donde su futura esposa Julija Janulaitytė (1880-1978) trabajaba como dentista, donde formó un grupo del Partido Socialdemócrata de Lituania y lo dirigió durante algún tiempo. 1902 como invitado participó en el congreso del Partido Democrático de Lituania. Impartió lecciones en Panevėžys y escribió para periódicos lituanos. 1903 propuso la idea y organizó la edición del periódico "Draugas" para jóvenes, pensaba convertirlo en una revista literaria trimestral, pero se retiró de Vincas Kapsukas tras asumir la dirección de la organización. Contribuyó a la publicación del periódico "Darbininkų balsas", editó sus números 1 y 2.